# Vélin
Ne doit pas être confondu avec Parchemin ou Papier vélin.

Enluminures réalisées sur les pages en vélin d'un livre du XIV.

Le vélin est une variété de parchemin, apparue à la fin du Moyen Âge. Plus lisse, plus blanc et plus fin, il est supposé être préparé à partir d'une peau de veau mort-né, dit velot, afin de servir de support pour l'écriture, l'enluminure, l'imprimerie et la reliure.
La bibliothèque centrale du Muséum national d'histoire naturelle à Paris renferme une précieuse collection de 6 998 vélins. Tous de la même dimension (46 × 32 cm), ces vélins sont le support d'images naturalistes d'une extrême finesse (botanique et zoologie surtout, mais aussi minéralogie, paléontologie et anatomie comparée).
En papeterie, on désigne sous le nom de papier vélin un papier sans grain, soyeux et lisse, qui a la propriété de ne pas laisser apparaître de « vergeures » grâce à une toile métallique retenant la pâte, fine comme un voile (velum) lors de la fabrication. Ce papier, probablement créé en Angleterre vers 1750 par le papetier Whatman, fabriqué en France dès 1777, évoque la finesse et l'aspect lisse d'un vélin.